# Lovți, Smolean
Lovți (în bulgară Ловци) este un sat în comuna Madan, regiunea Smolean,  Bulgaria. 

## Demografie
Componența etnică a satului Lovți
     Bulgari (92,18%)
     Nicio identificare (5,34%)
     Altele (2,46%)
La recensământul din 2011, populația satului Lovți era de 243 locuitori. Din punct de vedere etnic, majoritatea locuitorilor (92,18%) erau bulgari. Pentru 5,34% din locuitori nu este cunoscută apartenența etnică.